# Carme Colomina Saló
Carme Colomina Saló és periodista del diari Ara, investigadora principal al CIDOB i professora associada al Col·legi d'Europa de Bruges, Bèlgica. Entre el 1997 i el 2001 va ser la corresponsal de Catalunya Ràdio a Brussel·les. Ha cobert cimeres internacionals en una vintena de països i la guerra de l'Afganistan del 2001. Ha treballat com a consultora en diversos projectes de comunicació en l'àmbit europeu i euromediterrani i va ser responsable de cooperació interregional a la Secretaria d'Afers Exteriors de la Generalitat de Catalunya. Ha estat professora de periodisme a la Universitat Pompeu Fabra i a la Universitat de Vic. Col·labora habitualment en diversos mitjans de comunicació com a analista de l'actualitat europea. És membre de la junta de l'Associació de Periodistes Europeus de Catalunya (APEC) i membre de la junta de govern de l'ICIP, Institut Català Internacional per la Pau.